# Campeonato de Apertura de Chile 1941
El Campeonato de Apertura 1941 fue la 6º edición del torneo que sirvió de prólogo al campeonato nacional en la temporada de ese año, siendo organizado por la Asociación Central de Fútbol.
Participaron en él los diez clubes de la Primera División de 1941, resultando campeón Audax Italiano, luego de derrotar en el partido final a Magallanes por 2-1.

## Desarrollo

### Primera fase
| Campeonato de Apertura de Chile 1941 Primera fase; 13 de abril de 1941 | Unión Española    | 2:1 | Colo-Colo | Estadio Santa Laura, Independencia, Santiago (Chile) |  |
|                                                                        | Riveros · Campaña |     | Contreras |                                                      |  |

| Campeonato de Apertura de Chile 1941 Primera fase; 20 de abril de 1941 | Santiago Morning            | 3:2     | Universidad de Chile   | Estadio de Carabineros, Santiago de Chile |  |
|                                                                        | Anotado · Anotado · Anotado | Reporte | Passalacqua · Balbuena |                                           |  |

| Campeonato de Apertura de Chile 1941 Primera fase; 19 de abril de 1941 | Audax Italiano             | 2:1             | Universidad Católica | Estadio de Carabineros, Santiago de Chile                    |                                                              |
|                                                                        | Bustos 37' · Alcántara 64' | ( 1:0 ) Reporte | Cruz 51'             | Asistencia: 5.000 espectadores Árbitro(s): Leopoldo González | Asistencia: 5.000 espectadores Árbitro(s): Leopoldo González |

| Campeonato de Apertura de Chile 1941 Primera fase; 20 de abril de 1941 | Magallanes        | 2:0             | Badminton | Estadio de Carabineros, Santiago de Chile |                            |
|                                                                        | Anotado · Anotado | ( 2:0 ) Reporte |           | Árbitro(s): Óscar González                | Árbitro(s): Óscar González |

| Campeonato de Apertura de Chile 1941 Primera fase; 19 de abril de 1941 | Green Cross                                                          | 4:2             | Santiago National Juventus | Estadio de Carabineros, Santiago de Chile                    |                                                              |
|                                                                        | Carlos Arancibia 12' · M. Arancibia 61' · Venegas 63' · Morcillo 76' | ( 1:1 ) Reporte | Profeta 6' · Riquelme 90?' | Asistencia: 5.000 espectadores Árbitro(s): Manuel Santibáñez | Asistencia: 5.000 espectadores Árbitro(s): Manuel Santibáñez |

### Segunda fase
| Campeonato de Apertura de Chile 1941 Segunda fase; 11 de mayo de 1941 | Unión Española                | 3:1             | Santiago Morning | Estadio de Carabineros, Santiago de Chile              |                                                        |
|                                                                       | Riveros 28', 87' · Zárate 46' | ( 1:1 ) Reporte | Casanova 11'     | Asistencia: 8.000 espectadores Árbitro(s): Carlos Díaz | Asistencia: 8.000 espectadores Árbitro(s): Carlos Díaz |

| Campeonato de Apertura de Chile 1941 Segunda fase; 11 de mayo de 1941 | Magallanes               | 3:1             | Green Cross          | Estadio de Carabineros, Santiago de Chile                  |                                                            |
|                                                                       | Valenzuela 24', 38', 84' | ( 2:0 ) Reporte | Carlos Arancibia 65' | Asistencia: 8.000 espectadores Árbitro(s): Alfonso Alarcón | Asistencia: 8.000 espectadores Árbitro(s): Alfonso Alarcón |

### Tercera fase
| Campeonato de Apertura de Chile 1941 Tercera fase; 18 de mayo de 1941 | Audax Italiano                              | 3:2             | Unión Española   | Estadio de Carabineros, Santiago de Chile |                                |
|                                                                       | Montaperto 52' · Alcántara 56' · Trejos 61' | ( 0:1 ) Reporte | Riveros 31', 68' | Asistencia: 9.000 espectadores            | Asistencia: 9.000 espectadores |

### Cuarto lugar
Se disputó un partido por el cuarto lugar entre los perdedores de la segunda fase, Green Cross y Santiago Morning.
| Campeonato de Apertura de Chile 1941 Partido por el cuarto lugar; 18 de mayo de 1941 | Green Cross                     | 3:0             | Santiago Morning | Estadio de Carabineros, Santiago de Chile |                                |
|                                                                                      | Carvajal 7' · Zambrano 53', 67' | ( 1:0 ) Reporte |                  | Asistencia: 9.000 espectadores            | Asistencia: 9.000 espectadores |

### Final
|       | POR | Jones           |     |
|       | DEF | Ascanio Cortés  |     |
|       | DEF | Humberto Roa    |     |
|       | MED | Enrique Araneda |     |
|       | MED | Roberto Cabrera |     |
|       | MED | Héctor Trejo    |     |
|       | DEL | Luis Montaperto |     |
|       | DEL | Miguel Mocciola |     |
|       | DEL | Juan Alcántara  |     |
|       | DEL | José Nocera     |     |
|       | DEL | Rogelio Bustos  | 28' |
| D. T. |     |                 |     |

|       | POR | Carlos Pérez     |     |
|       | DEF | Mario Baeza      |     |
|       | DEF | Julio Córdova    |     |
|       | MED | Segundo Castillo |     |
|       | MED | Pablo Pasache    |     |
|       | MED | Romero           |     |
|       | DEL | Ugarte           |     |
|       | DEL | Suárez           |     |
|       | DEL | Flores           | 28' |
|       | DEL | José Avendaño    |     |
|       | DEL | Bernal           | 45' |
| D. T. |     |                  |     |

|  | DEL | Avilés | 28' |

|  | DEL | Barrera    | 28' |
|  | DEL | Raúl Muñoz | 45' |

| 81' · 89' | Luis Montaperto Miguel Mocciola | 1-1 2-1 |

| 18' | Ugarte | 0-1 |

| Principal | Carlos H. Díaz |

|       | POR | Jones           |     |
|       | DEF | Ascanio Cortés  |     |
|       | DEF | Humberto Roa    |     |
|       | MED | Enrique Araneda |     |
|       | MED | Roberto Cabrera |     |
|       | MED | Héctor Trejo    |     |
|       | DEL | Luis Montaperto |     |
|       | DEL | Miguel Mocciola |     |
|       | DEL | Juan Alcántara  |     |
|       | DEL | José Nocera     |     |
|       | DEL | Rogelio Bustos  | 28' |
| D. T. |     |                 |     |

|       | POR | Carlos Pérez     |     |
|       | DEF | Mario Baeza      |     |
|       | DEF | Julio Córdova    |     |
|       | MED | Segundo Castillo |     |
|       | MED | Pablo Pasache    |     |
|       | MED | Romero           |     |
|       | DEL | Ugarte           |     |
|       | DEL | Suárez           |     |
|       | DEL | Flores           | 28' |
|       | DEL | José Avendaño    |     |
|       | DEL | Bernal           | 45' |
| D. T. |     |                  |     |

|  | DEL | Avilés | 28' |

|  | DEL | Barrera    | 28' |
|  | DEL | Raúl Muñoz | 45' |

| 81' · 89' | Luis Montaperto Miguel Mocciola | 1-1 2-1 |

| 18' | Ugarte | 0-1 |

| Principal | Carlos H. Díaz |

|       | POR | Jones           |     |
|       | DEF | Ascanio Cortés  |     |
|       | DEF | Humberto Roa    |     |
|       | MED | Enrique Araneda |     |
|       | MED | Roberto Cabrera |     |
|       | MED | Héctor Trejo    |     |
|       | DEL | Luis Montaperto |     |
|       | DEL | Miguel Mocciola |     |
|       | DEL | Juan Alcántara  |     |
|       | DEL | José Nocera     |     |
|       | DEL | Rogelio Bustos  | 28' |
| D. T. |     |                 |     |

|       | POR | Carlos Pérez     |     |
|       | DEF | Mario Baeza      |     |
|       | DEF | Julio Córdova    |     |
|       | MED | Segundo Castillo |     |
|       | MED | Pablo Pasache    |     |
|       | MED | Romero           |     |
|       | DEL | Ugarte           |     |
|       | DEL | Suárez           |     |
|       | DEL | Flores           | 28' |
|       | DEL | José Avendaño    |     |
|       | DEL | Bernal           | 45' |
| D. T. |     |                  |     |

|  | DEL | Avilés | 28' |

|  | DEL | Barrera    | 28' |
|  | DEL | Raúl Muñoz | 45' |

| 81' · 89' | Luis Montaperto Miguel Mocciola | 1-1 2-1 |

| 18' | Ugarte | 0-1 |

| Principal | Carlos H. Díaz |

|       | POR | Jones           |     |
|       | DEF | Ascanio Cortés  |     |
|       | DEF | Humberto Roa    |     |
|       | MED | Enrique Araneda |     |
|       | MED | Roberto Cabrera |     |
|       | MED | Héctor Trejo    |     |
|       | DEL | Luis Montaperto |     |
|       | DEL | Miguel Mocciola |     |
|       | DEL | Juan Alcántara  |     |
|       | DEL | José Nocera     |     |
|       | DEL | Rogelio Bustos  | 28' |
| D. T. |     |                 |     |

|       | POR | Carlos Pérez     |     |
|       | DEF | Mario Baeza      |     |
|       | DEF | Julio Córdova    |     |
|       | MED | Segundo Castillo |     |
|       | MED | Pablo Pasache    |     |
|       | MED | Romero           |     |
|       | DEL | Ugarte           |     |
|       | DEL | Suárez           |     |
|       | DEL | Flores           | 28' |
|       | DEL | José Avendaño    |     |
|       | DEL | Bernal           | 45' |
| D. T. |     |                  |     |

|  | DEL | Avilés | 28' |

|  | DEL | Barrera    | 28' |
|  | DEL | Raúl Muñoz | 45' |

| 81' · 89' | Luis Montaperto Miguel Mocciola | 1-1 2-1 |

| 18' | Ugarte | 0-1 |

| Principal | Carlos H. Díaz |

## Campeón
| Campeón Audax Italiano |
| 1º título              |